# Justicia tenella
Espèce
Synonymes
- Anisostachya tenella (Nees) Lindau[1]
- Ecbolium tenellum (T.Anderson) Kuntze[1]
- Justicia crenulata (Nees) Palacky[1]
- Justicia tenella f. crenulata (Nees) Vatke[1]
- Rostellaria parviflora Benth.[1]
- Rostellaria tenella Nees[1]
- Rostellularia crenulata Nees[1]
- Rostellularia parviflora Benth.[1]
- Rostellularia tenella Nees[1]
- Rungia baumannii Lindau[1]
- Strobilanthes crenulata Bojer ex Nees[1]

Justicia tenella (Nees) T. Anderson est une espèce de plantes à fleurs de la famille des Acanthaceae et du genre Justicia, présente en Afrique tropicale.

## Description
C'est une petite herbe rampante ou couchée, dont la hauteur peut aller jusqu'à 20 cm.

## Distribution
L'espèce est présente à l'état sauvage depuis le Sénégal et la Gambie jusqu'à l'Érythrée, l'Éthiopie et la Somalie, mais pas au-delà de République démocratique du Congo, le Kenya et l'Ouganda, en direction du sud. Elle est cultivée dans de nombreux autres pays d'Afrique de l'Ouest et d'Afrique centrale.